# Grenspalen (Valburg)
De grenspalen aan de Waaldijk in de voormalige gemeente Valburg zijn in de 19e eeuw geplaatst om de grenzen van de dorpspolders aan te geven. Het betreft vier grenspalen die aan de landzijde van de dijk staan en als rijksmonument zijn geclassificeerd.
Het gaat om de volgende vier palen:
- grenspaal Loenen/Wolferen:
- grenspaal Slijk-Ewijk/Loenen
- grenspaal Oosterhout/Slijk-Ewijk
- grenspaal Andelst/Wolferen[1]

## Beschrijving
De vier palen dateren uit de tweede helft van de 19e eeuw. Waarschijnlijk hebben er middeleeuwse voorgangers gestaan. Met de palen worden de grenzen aangegeven tussen de dorpspolders die destijds onder de Overbetuwse dijkstoel vielen.
De 60 centimeter hoge grenspalen zijn gemaakt van ijzer en hebben de vorm van een zich naar boven toe verjongende zuil op een vierkante sokkel. Aan de vier zijden zijn verdiepte velden aangebracht met aan twee zijden de namen van de betreffende dorpen. De bovenzijde van de paal is afgeplat.
Soortgelijke grenspalen staan onder andere ook bij Sprok en Oosterhout. Deze vallen anno 2024 onder de gemeente Lingewaard en hebben een status als gemeentelijk monument.